# Sven Grünberg
Sven Grünberg, né le 24 novembre 1956 à Tallinn, est un compositeur et musicien estonien.

## Biographie
Sven Grünberg est spécialisé dans les synthétiseurs et le rock progressif. Il est surtout connu pour ses œuvres électroniques et pour orgue, d'un esprit méditatif, faisant appel aux concepts du bouddhisme tibétain.
Il collabore avec le réalisateur Olav Neuland et écrit les bandes originales de la plupart de ses films.
Dans les années 1970, il est le leader du groupe de rock progressif Mess, qu'il a fondé en janvier 1974 avec Härmo Härm.
Il est également président du conseil d'administration de l'Institut estonien du bouddhisme.